# 北海道道788号芦別停車場線
北海道道788号芦別停車場線（ほっかいどうどう788ごう あしべつていしゃじょうせん）は、北海道芦別市内を結ぶ一般道道（北海道道）である。

## 概要

### 路線データ
- 起点：北海道芦別市北1条西1丁目（JR北海道 根室本線 芦別駅）
- 終点：北海道芦別市北7条西2丁目（国道38号交点）
- 総延長：1.753 km[1][注釈 1]
- 実延長：1.738 km[1][注釈 1]
- 重用延長：0.015 km[1][注釈 1]

### 道路管理者
- 空知総合振興局 札幌建設管理部 滝川出張所

## 歴史
- 1973年（昭和48年）3月31日 - 路線認定[2]。

## 地理

### 通過する自治体
- 空知総合振興局
  - 芦別市

### 交差する道路
芦別市
- 国道38号 - 北7条西2丁目（終点）

### 沿線にある施設など
芦別市
- JR北海道 根室本線 芦別駅
- 芦別市勤労者体育センター